# Sygilaria
Sygilaria (Sigillaria) – rodzaj wymarłych, późnokarbońskich widłaków z rzędu lepidofitów.

## Budowa
Sygilarie były widłakami dorastającymi do ponad 20 m wysokości i ok. 2 m średnicy u podstawy. Korona była nierozgałęziona lub rozgałęziona dychotomicznie na 2 lub 4 odgałęzienia. Liście duże (do 1m), płaskie, skupione w charakterystyczne dla sygilarii pióropusze. Pnie i gałęzie były okryte epidermą ze szparkami, nie zawierały wcale, lub bardzo mało, drewna. Wnętrze pni często było puste. Wskazuje to, że sygilarie były bylinami o zielonych pniach. Liście umieszczone były na poduszkach liściowych. Poduszki te zachowują się w stanie kopalnym i mają charakterystyczny dla sygilarii okrągły kształt. Rozmieszczone są regularnie w rzędach. Sygilarie miały organy korzeniotwórcze, również rozgałęziające się dychotomicznie zwane Stigmariopsis i różniące się trochę wyglądem od stigmarii lepidodendronów. Od poziomo rosnących, płytko zanurzonych lub leżących na powierzchni Stigmariopsis odrastały prawdziwe korzenie o nazwie apendyks, po których zachowują się na stigmariach okrągłe, nieregularnie rozmieszczone blizny.

## Występowanie
Późny karbon, rzadko także we wczesnym permie. Bardzo powszechne w utworach karbonu górnego Europy, w tym Polski (Górny Śląsk, Wałbrzych).

## Znaczenie
Były jednymi z najpowszechniejszych roślin drzewiastych karbonu późnego, a ich szczątki stały się ważnym składnikiem tworzących się wówczas torfowisk, z których później powstały węgle kamienne.
Megaspory i mikrospory sygilarii mają duże znaczenie w datowaniu osadów górnokarbońskich.